# ラクロス

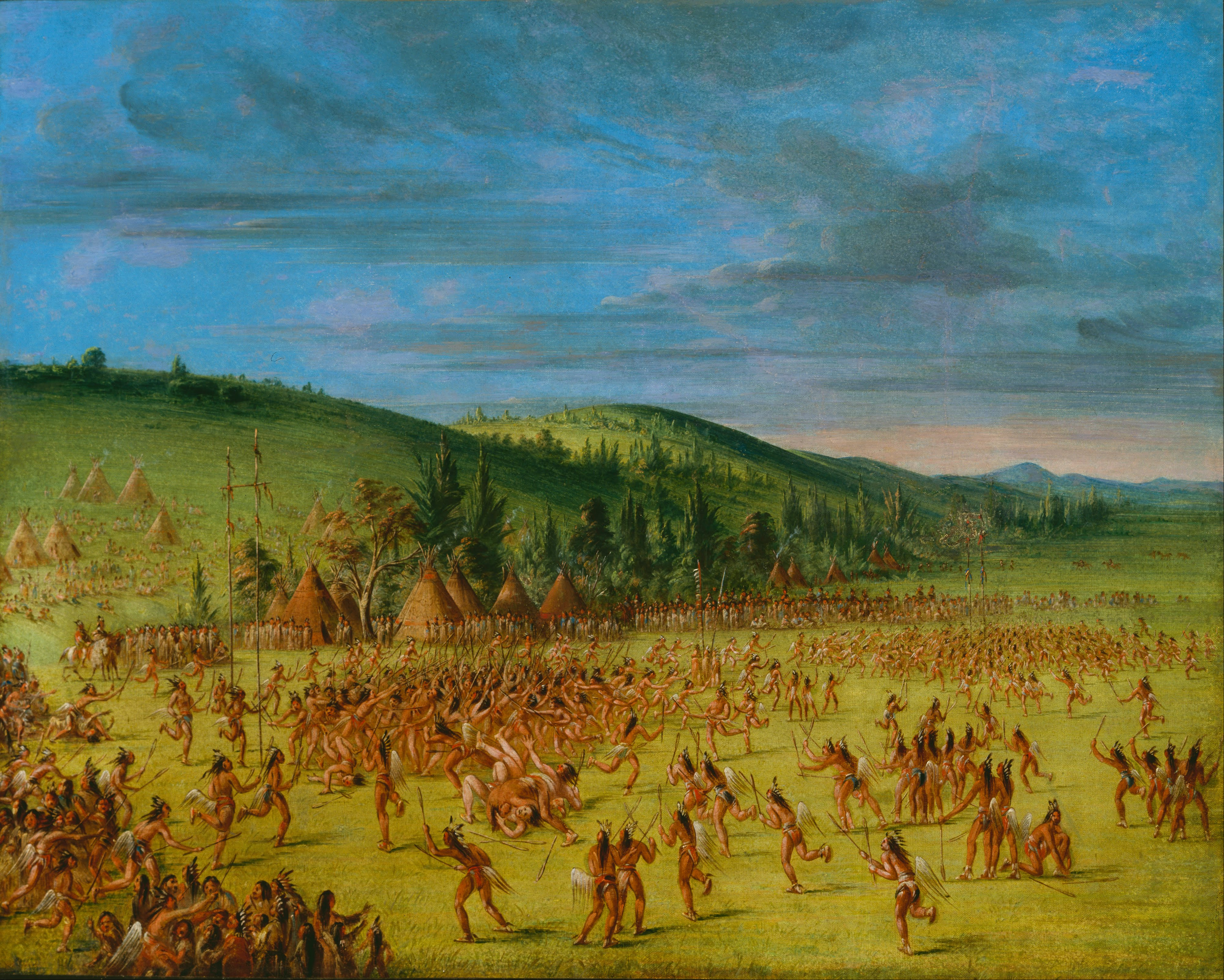
オクラホマ・チョクトー族のラクロス競技。（1835年、ジョージ・カトリン画）

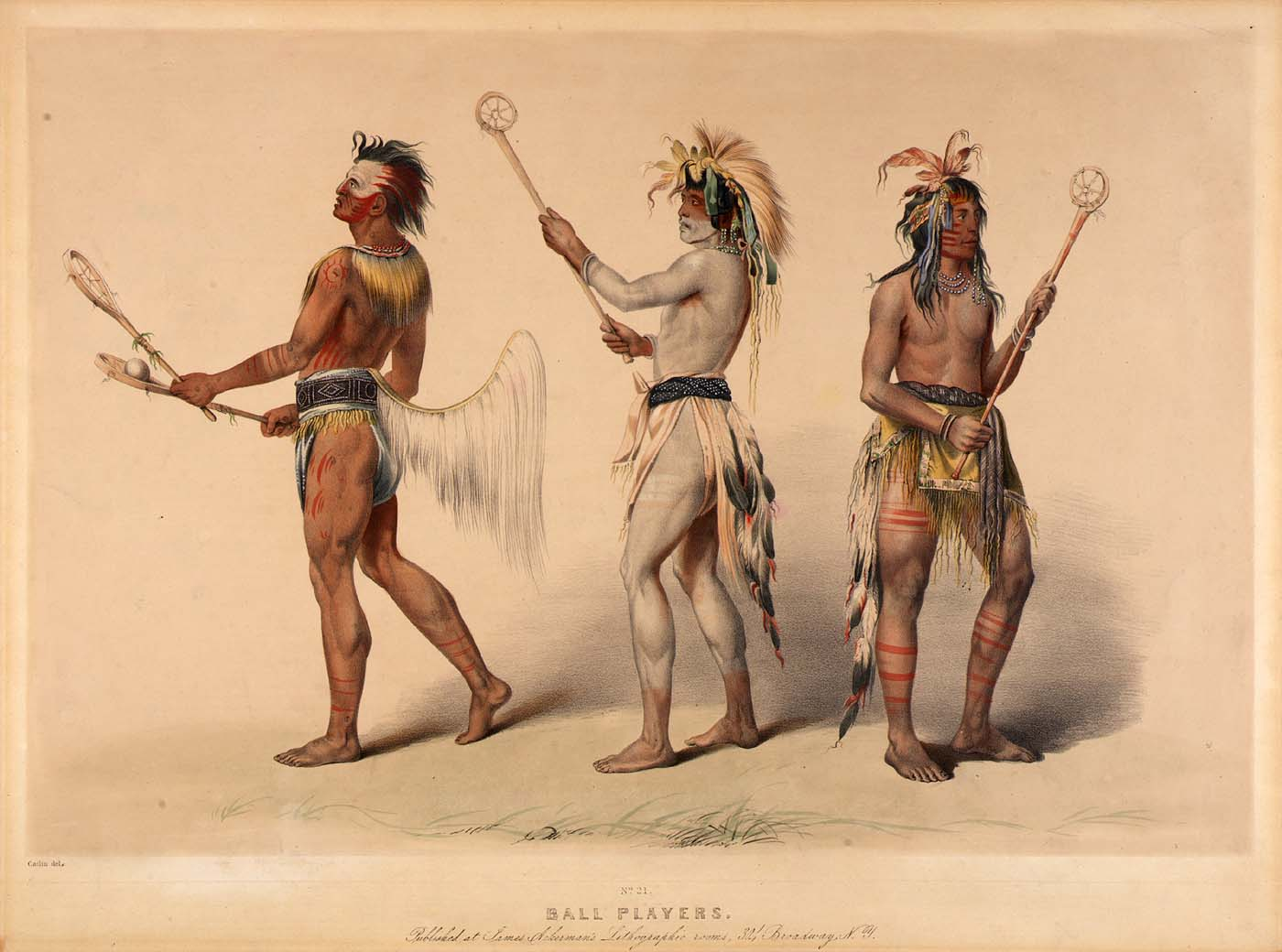
北アメリカの先住民のラクロス選手の出で立ち。チョクトー族（左）、スー族（右二人）（1830年代、ジョージ・カトリン画）

ラクロス (英語: Lacrosse) は、クロスと呼ばれる先に網の付いたスティックを用いて直径6cm・重さ150gの硬質ゴム製のボールを奪い合い、相手陣のゴールに入れることで得点を競う球技の一種。漢字で棒網球（ぼうもうきゅう）または袋球（たいきゅう）と表記される。歴史や諸説はあるが、基本的にはカナダの国技とされている。ラクロスは他のスポーツには見られないほど男女の種目によりルール（用具やグラウンドサイズなども含む）が大きく異なるという特徴がある。

## 歴史

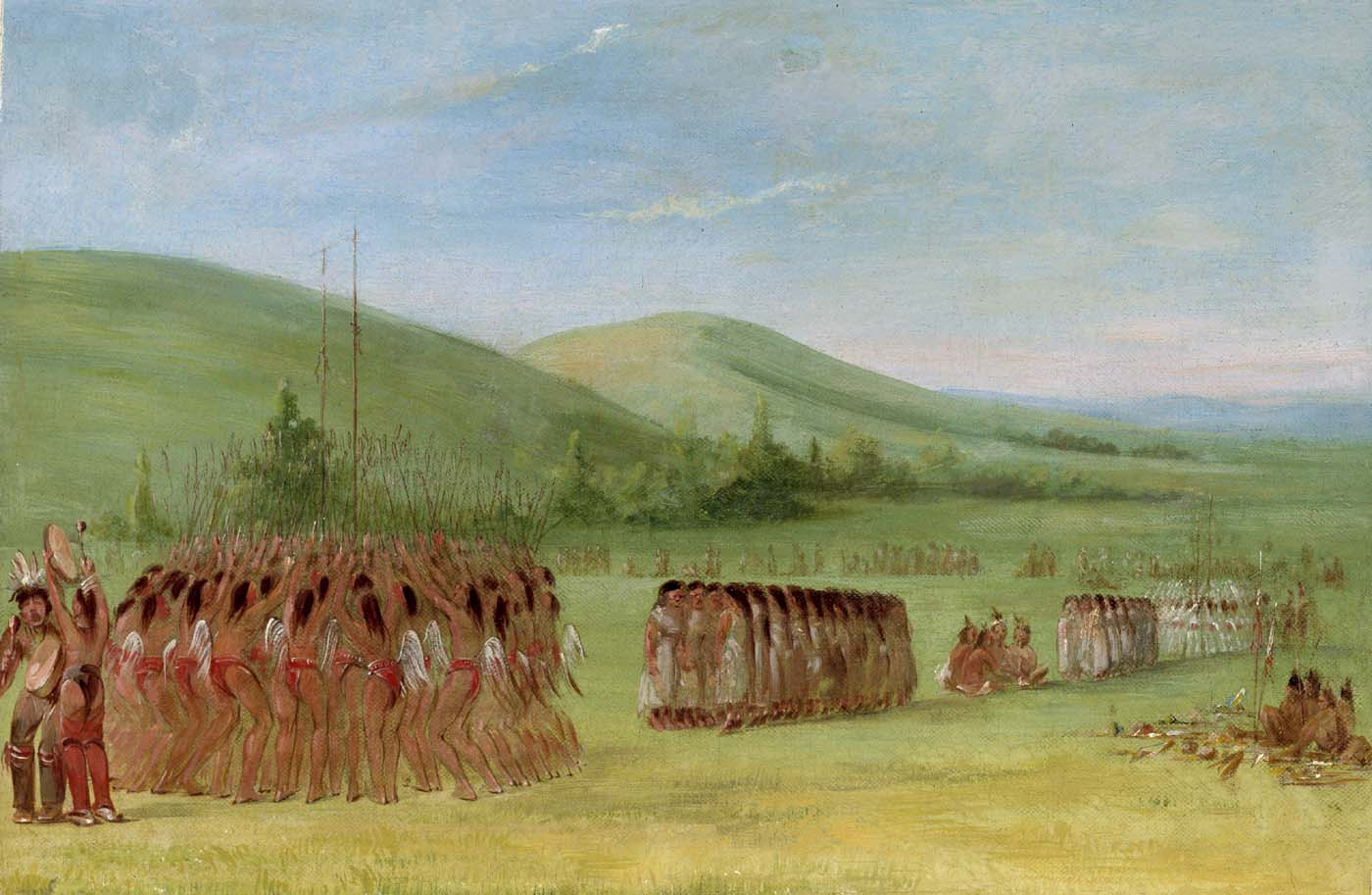
オクラホマ・チョクトー族の競技前の男女の踊り

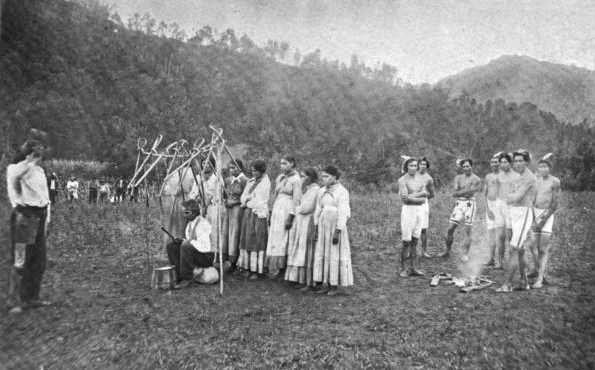
ノースカロライナ州の東部チェロキー族による、競技前の風景。呪い師が清めの儀式を行い、女たちが大精霊に踊りを捧げる（1897年）

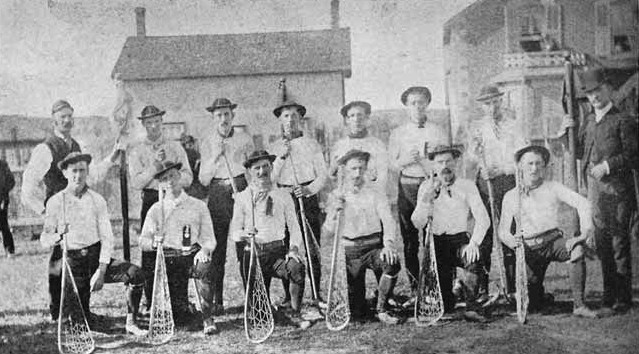
リッチモンド・ヒルの白人ラクロスチーム、「若きカナダ人たち」（1885年）

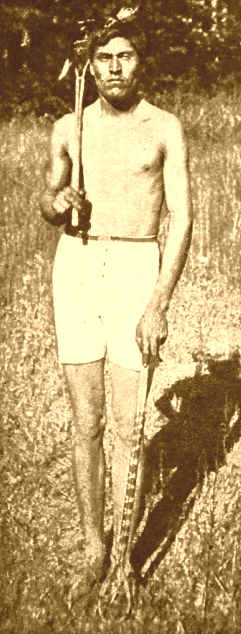
チェロキー族の選手（1907年）

### 起源
ラクロスは、もともと北米の先住民達が自分たちの神との繋がりを深める儀式の一環として行ったり、部族間の争いの平和的解決に用いていたものである。
北米の先住民のラクロス競技は、試合前に呪い師によってセージや杉などの葉が火にくべられ、神聖なパイプによる清めの儀式が必ず行われる。現代においても、インディアンたちがこの競技を行う際には、必ずこの儀式が執り行われる。
そもそものラクロスの起源は南東部とされ、スティックも一本ではなく、チョクトー族などは両手にスティックを持って競技を行った。スティックの形状も部族ごとに違い（右図）、試合の準備には数ヵ月がかけられ、北米の先住民達は試合前に徹夜で戦勝祈願の踊りを舞い、これに臨んだ。
これは各チームが1,000人以上になることもあり、ゴールとゴールの距離は短くて500ヤード（約460メートル）、長いときには数マイルにも及ぶ広大なフィールドを用いる。この先住民のゲームは狩りに必要な体力や耐久力、勇気を養うためのものだったと言われる。
17世紀に半ばにフランス人が入植するようになると、このゲームで用いられていた道具が笏杖（lacross）に似ていたことからラクロスと呼ばれるようになった。

### 近代のラクロス
1839年に、カナダに白人で構成されたラクロスチームが誕生し、ファースト・ネーションで構成されたチームとの公式戦が開催された。複数試合行われた結果は、ファースト・ネーション側の全勝だった。
ラクロスを現代競技に整備したのは、カナダのモントリオールの歯科医ウィリアム・ビアズで、彼はカナダとアメリカの国境付近に住むイロコイ族の保留地（Reservation）でこの競技の魅力に取りつかれ、これをスポーツ競技として普及させた。スティックを一本持って行う現在のラクロスは、イロコイ族のラクロス競技が基になったものである。
1867年にラクロスはカナダの国技となり、さらにアメリカ、イギリス、オーストラリアなどで盛んにおこなわれるようになった。

### 過去のラクロス
現在は1チーム男子も女子も10人で行われる。ゴールは183cm四方の正方形で、アイスホッケーと同様にゴールの裏もフィールドとして使うことができる。
プレーヤーにはアタック（AT）、ディフェンス（DF）、ミッドフィールダー（MF、ミディとも呼ばれる）などの役割分担があり、ゴールを守る選手はゴーリー（G）と呼ばれる。
クロスの先についた網（ポケット）の中でボールを揺すり、遠心力を利用して保持するラクロスに特有の動作のことをクレードルと呼ぶ。
世界的な競技人口は約110万人、日本の国内延べ競技人口は、約11万人に上る。「JLA | 公益社団法人日本ラクロス協会 | 公式サイト (lacrosse.gr.jp) 」4年に一度、男女それぞれワールドカップが開催される。
オリンピックでは、公式競技として2回（1904年のセントルイスと1908年のロンドン）、公開競技として3回（1928年のアムステルダム、1932年のロサンゼルス、1948年のロンドン）行われた。

## 種類

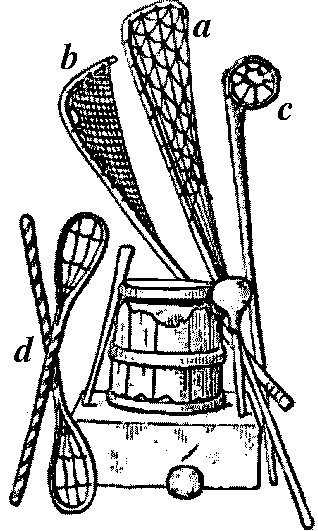
部族別のラクロスのスティック。イロコイ族（a）、パサマクォディ族（b）、チッペワ族（c）、チェロキー族（d）

ラクロスには主に下記の種類があり、それぞれ類似するもののフィールドの形状やルールが大きく異なる。
- フィールド・ラクロス：主に屋外で行われ、約110ヤード（100m）×約60ヤード（55m）の長方形の芝フィールドで競技される。プロリーグとしてはメジャーリーグ・ラクロス（MLL）がある。女子ラクロスはさらにルールが異なっている。
- ボックス・ラクロス（屋内ラクロス）：屋内で行われ、約180フィート×約90フィートのフィールドで競技される。角が丸くなったアイスホッケーのアリーナで競技されることが多い。北米のみで競技されている。プロリーグとしてはナショナル・ラクロス・リーグ（NLL）がある。
- ソフト・ラクロス：子供たちにも楽しめるように、簡単に安全に改善したラクロス。最大30メートル×15メートルのフィールドで行なわれる。

## 男子ラクロス

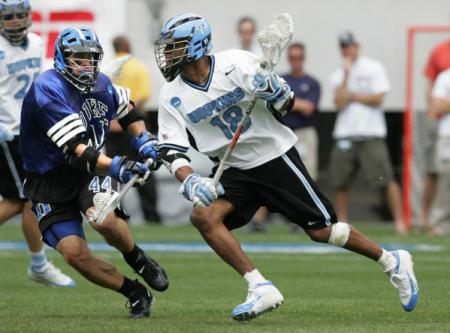
男子ラクロス

男子ラクロスのフィールド

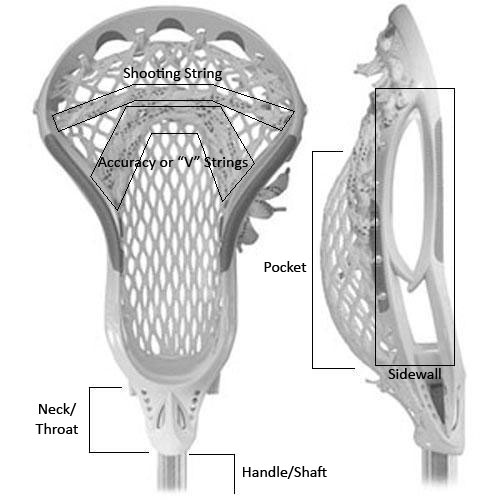
男子ラクロスのヘッド（クロスの先部分）

男子ラクロスではボディコンタクトが許容されており、選手はヘルメットや防具類を装着して試合に臨む。具体的には、金属製のクロス、ヘルメット、ショルダー（肩及び胸部の防具）、エルボー/グローブ（腕部の防具）を用いる。トッププレイヤーのシュートは160km/hを超えることから、“地上最速の格闘球技”と呼ばれている。
男子は1チーム10人で、アタック3人、ミッドフィールダー3人、ディフェンス3人、ゴーリー1人で構成する。アタックは攻撃の選手、ミッドフィルダーは中盤の選手、ディフェンスは守備の選手にあたる。また、ゴーリーはサッカーなどでいうゴールキーパーである。
オフェンス時は6人、ディフェンス時はゴーリーを含め7人で守らなければならず、残りのプレーヤーはハーフラインを超えることが出来ない（オフサイドルール）。
フィールドの大きさは100.6m×54.8m。ゴールの周りにはクリースと呼ばれる2.74mの円があり、オフェンスはクリースの中に入ってはいけないというルールがある。(2019年から新ルールにより半径3mに変更となった。)
1試合は日本の公式試合では20分×4クォーター(2019年新ルールより15×4クォーターに移行)。アメリカやカナダでは15分×4クォーターであることが多い。
クロスを用いて相手にプレッシャーをかけてもよく、アメリカンフットボールやアイスホッケーに似ている。ボールを保持している選手のグローブやクロスを叩くこと、タックルすることは可能。また、ルーズボール時にボールから半径3ヤード以内にいるプレーヤーに対しては、タックルが許されている。
ボールがフィールドの外に出た場合（アウトオブバウンズ）、通常は出したチームの敵方に渡されるが、シュートの場合は、ボールが出たときにボールに一番近かったプレーヤーのチームに渡される。そのため選手たちはシュートを外した後もボールを激しく追う。これをチェイスと呼ぶ。以前はシュート以外のアウトオブバウンズでも、ボールが出たときにボールに一番近かったプレーヤーのチームのボールとなっていたが、ルール変更により、よりわかりやすくなった。
選手の交代はフライと呼ばれ、交代エリアを使い何回でも交代は可能。フィールド内を全力疾走で駆け回るミッドフィールダーは2-3分おきにフライすることも多い。
選手が扱うクロスはポジションによって異なり、アタックやミッドフィールダーは動きやすさやクロスの振りの速さを重視して約1mのショートクロス、ディフェンダーは約1.8mのロングクロス、ゴーリーは網の部分が大きいゴーリークロスを使う。ディフェンス力強化のため、一部のミッドフィールダーがロングクロスを持つことも多く、ロングミディ（LMF）と呼ばれる。なお、試合中フィールド内でロングクロスを持つことが出来るのは4人まで。
試合中にファールが起きた場合は「エキストラ・マンダウン（マンアップ）」が発生する。ファールによってペナルティを課せられた選手が一時的に退場してゲームが再開されるシステムで、ペナルティを課せられたチームはペナルティが解除されるまでは相手よりも少ない人数でプレーすることになる。ペナルティによって人数が少なくなっている状態を「マンダウン」、相手のペナルティによって数的に有利になっている状態を「エキストラ」という。
男子ラクロスのファールは軽度のテクニカルファールと重度のパーソナルファールに分けられる。テクニカルファールとパーソナルファールでは課せられるペナルティタイムが変わる。テクニカルファールは、ルーズボール時もしくは味方がポゼッション（ボールをキープしている状態）している時に犯した場合は相手にポゼッションを譲るのみだが、相手がポゼッションしている時に犯してしまうと30秒のマンダウンとなる。パーソナルファールはいかなる状況であろうと1-3分のマンダウンとなる。ペナルティタイムはファールの種類、審判の判断により決まる。テクニカルファールは得点時に解除されるが、パーソナルファールは引き続き試合再開後も継続となる。
また、ファールが起きた場合でもファールを受けた側がボールを落とさない限り、審判はイエローフラッグ（黄色のハンカチ）を投げてファールが生じた事を知らせるのみでプレーを続行させる。これをスローホイッスルと言う。ボールが落ちた時に試合を止め「エキストラ・マンダウン（マンアップ）」へと移行する。

### 北米
北アメリカでは屋内ラクロス（ボックス・ラクロス）のプロリーグ「ナショナル・ラクロス・リーグ（National Lacrosse League、略称NLL）」が1987年に設立され、現在アメリカ合衆国6チーム、カナダ3チームの計9チームが参加し2ディビジョン制で運営されている。
また同じ北アメリカで新たにフィールド・ラクロスのプロリーグ「メジャーリーグ・ラクロス（Major League Lacrosse、略称：MLL）」が1999年に設立され、現在アメリカ合衆国5チーム、カナダ1チームの計6チームが参加し1カンファレンス制で運営されている。

### 日本
1966年にポール・ラッシュが「COLLEGIATE---SCHOLASTIC Official LACROSSE Guide 1966」と競技用具一式を日本にもたらした。実際に普及しはじめたのは、これまで日本にラクロスが伝わったとされる1986年と考えられる。1986年に慶應義塾大学の男子学生（日本ラクロス協会の早川、大久保ら）が日本で最初にラクロスチームを結成する。
その後、大学生の流行としてマスコミ等に取り上げられると、わずか数年間でその名は爆発的に周知された。一時は「女子大生のファッションアイテム」化したこともあったが、ブームが過ぎて落ち着きを見せたものの、その後本気でゲームに取り組む者も着実に増えた。2006年時点で、約360チーム存在していたとされる。
全国大会は社会人・一般（クラブチーム）や大学チームの各地域リーグの代表が男女同時期に、ラクロス全日本選手権大会として行う。
全日本選手権
全日本学生選手権

## 女子ラクロス

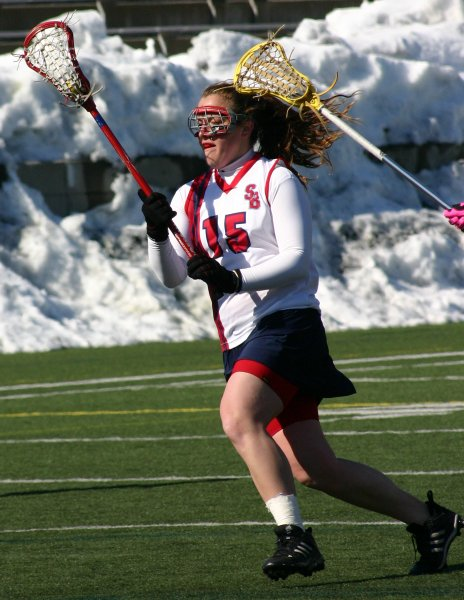
女子ラクロス

女子ラクロスではボディコンタクトが禁止されており、男子ラクロスに見られるヘッドギアなどの防具類を装着することはない（ただし、フィールダーもマウスガードやアイガードは装着している）。
女子ラクロスのファールは軽度のマイナーファールと重度のメジャーファールに分けられる。

### 日本
日本の女子ラクロスでは、木製や金属製のクロス、シャツ、巻きスカートがユニフォームとなる。以前はミニスカートとポロシャツが主流だった。ゴーリー以外は防具の類いを使用しないため、プレーヤーの体に対するチェックはルール違反となる。金属製のスパイクも着用が認められていない。また、全員マウスガード着用を義務付けられている。
2019年度からルールが大きく変わり、1チームは12人から10人へ変更。オフェンス時は６人、ディフェンス時はゴーリーを含め７人で守ることになる。試合時間は4クオーター制で1クオーター15分、ハーフタイムが10分ある。
フィールドの大きさは横110m×縦60mが望ましいとされており、グラウンドによって多少の縮小が認められている。クリースは3mで、女子の場合はディフェンス選手1名10秒間入ることが可能である。クリース前方に半径11mの扇形を引き、半径11mの扇形の中でファールが起きた場合は、ファールを受けた選手がフリーな状態（フリーポジション）でシュートを打つ事の出来る処置がとられる。この事をフリーシュートと呼ぶ。
2009年は女子ラクロスのワールドカップがチェコで開催され、日本チームは7位となる。

### オーストラリア
オーストラリアの全国大会では1チーム10人・30分ハーフで行われ、フィールドの選手もヘルメット着用を認められている。

## ソフトラクロス
ソフトラクロス (英語: Intercrosse) とは、「ラクロス」を子供たちにも楽しめるように、簡単に安全に改善したものである。
ルールは、色分けされた2組のチーム（1チーム6人）が、最大30メートル×15メートルのコート両端にある相手ゴールにボールをいかに速くインさせるかを競う。ただし、インさせる前に、必ず2回以上のパスを交換しなければならない。

## ラクロスを扱った作品
スピード感あふれる団体競技であり、知名度は一定以上あるもののあまりメジャーではないため、他作品との差別化として採用されることが多い。また、女子はスカートを着用し、他のスポーツと比べてファッショナブルでスタイリッシュであるため、女子を主人公とした学園物の作品で描かれることが多い。
映画
- 『少林少女』 - 主人公がラクロス部の助っ人になる。
- 『ドラッグストア・ガール』 - 大林恵子がラクロス部所属。他の者もラクロスを始める。

テレビドラマ
- 『じゃじゃ馬ならし』 - 主人公の北原夏美がラクロス部所属。
- 『トゥルーラブ』 - 主人公の麻生菜摘がラクロス部所属。

ライトノベル
- 『暴風ガールズファイト』 - ミッションスクールの中高女子ラクロス部を舞台とする作品。
- 『乃木坂春香の秘密』 - 作中作でラクロスが扱われている。

漫画
- 『バガタウェイ』 - 高校の女子ラクロス部を舞台とした漫画。
- 『クロス・マネジ』 - 高校の女子ラクロス部を舞台とした漫画。
- 『じょしラク!』 - 高校の女子ラクロス部を舞台とした成人向け漫画。
- 『FACE OFF!!』 - 男子ラクロスを熱く描く王道スポーツ漫画。

テレビアニメ
- 『ふたりはプリキュア』 - 主人公の1人・美墨なぎさがラクロス部所属であり、部活動としてラクロスの試合などが描かれたこともある。
- 『おちゃめなふたご クレア学院物語』 - 「見て! 私のラクロス」というサブタイトルの付いた回がある。
- 『ローゼンメイデン』 - 主人公、桜田ジュンの姉、桜田のりが部活動をしている翠星石がラクロスの競技について恐ろしい妄想をし、まるで、のりが死地に赴く人の様に見送る描写がある。
- 『アイカツフレンズ!』 - 日向エマの特技がラクロスである。「ラクロスorフレンズ！」というサブタイトルの付いた回がある。

アニメ映画
- 『猫の恩返し』 - 主人公ハルの親友がラクロス部所属。
- 『きみの声をとどけたい』 - 主人公のなぎさ、幼馴染のかえで、ライバル校の夕がラクロス部所属。